# Ковзанярський спорт на зимових Олімпійських іграх 1998
Змагання з ковзанярського спорту на зимових Олімпійських іграх 1998 тривали з 8 до 20 лютого на ковзанці М-Вейв у місті Наґано (Японія). Розіграно 10 комплектів нагород.

## Чемпіони та призери

### Таблиця медалей
| Місце               | Країна              | Золото | Срібло | Бронза | Загалом |
| ------------------- | ------------------- | ------ | ------ | ------ | ------- |
| 1                   | Нідерланди (NED)    | 5      | 4      | 2      | 11      |
| 2                   | Німеччина (GER)     | 2      | 3      | 1      | 6       |
| 3                   | Канада (CAN)        | 1      | 2      | 2      | 5       |
| 4                   | Японія (JPN)        | 1      | 0      | 2      | 3       |
| 5                   | Норвегія (NOR)      | 1      | 0      | 0      | 1       |
| 6                   | США (USA)           | 0      | 1      | 1      | 2       |
| 7                   | Бельгія (BEL)       | 0      | 0      | 1      | 1       |
| 7                   | Казахстан (KAZ)     | 0      | 0      | 1      | 1       |
| Загалом (8 збірних) | Загалом (8 збірних) | 10     | 10     | 10     | 30      |

### Чоловіки
| Дисципліна   | Золото                    | Золото       | Срібло                     | Срібло   | Бронза                     | Бронза   |
| ------------ | ------------------------- | ------------ | -------------------------- | -------- | -------------------------- | -------- |
| 2x500 метрів | Хіроясу Сімідзу · Японія  | 1:11.35      | Джеремі Вотерспун · Канада | 1:11.84  | Кевін Оверленд · Канада    | 1:11.86  |
| 1000 метрів  | Ідс Постма · Нідерланди   | 1:10.64 (OR) | Ян Бос · Нідерланди        | 1:10.71  | Хіроясу Сімідзу · Японія   | 1:11.00  |
| 1500 метрів  | Одне Сендрол · Норвегія   | 1:47.87 WR   | Ідс Постма · Нідерланди    | 1:48.13  | Рінтьє Рітсма · Нідерланди | 1:48.52  |
| 5000 метрів  | Джанні Ромме · Нідерланди | 6:22.20 WR   | Рінтьє Рітсма · Нідерланди | 6:28.24  | Барт Велдкамп · Бельгія    | 6:28.31  |
| 10000 метрів | Джанні Ромме · Нідерланди | 13:15.33 WR  | Боб де Йонг · Нідерланди   | 13:25.76 | Рінтьє Рітсма · Нідерланди | 13:28.19 |

### Жінки
| Дисципліна   | Золото                            | Золото       | Срібло                            | Срібло  | Бронза                            | Бронза  |
| ------------ | --------------------------------- | ------------ | --------------------------------- | ------- | --------------------------------- | ------- |
| 2x500 метрів | Катріона Лемей-Доан · Канада      | 1:16.60      | Сьюзен Ош · Канада                | 1:16.93 | Томомі Окадзакі · Японія          | 1:17.10 |
| 1000 метрів  | Маріанне Тіммер · Нідерланди      | 1:16.51 (OR) | Кріс Вітті · США                  | 1:16.79 | Катріона Лемей-Доан · Канада      | 1:17.37 |
| 1500 метрів  | Маріанне Тіммер · Нідерланди      | 1:57.58 WR   | Ґунда Німан-Штірнеман · Німеччина | 1:58.66 | Кріс Вітті · США                  | 1:58.97 |
| 3000 метрів  | Ґунда Німан-Штірнеман · Німеччина | 4:07.29 (OR) | Клаудія Пехштайн · Німеччина      | 4:08.47 | Анні Фрізінгер-Постма · Німеччина | 4:09.44 |
| 5000 метрів  | Клаудія Пехштайн · Німеччина      | 6:59.61 WR   | Ґунда Німан-Штірнеман · Німеччина | 6:59.65 | Людмила Прокашова · Казахстан     | 7:11.14 |

## Рекорди
На Олімпійських іграх у Наґано встановлено 5 світових і 12 олімпійських рекордів.
| Дисципліна              | Дата      | Збірна                      | Час      | OR | WR |
| ----------------------- | --------- | --------------------------- | -------- | -- | -- |
| 500 метрів (чоловіки)   | 9 лютого  | Хіроясу Сімідзу (JPN)       | 35.76    | OR |    |
| 500 метрів (чоловіки)   | 11 лютого | Хіроясу Сімідзу (JPN)       | 35.59    | OR |    |
| 1000 метрів (чоловіки)  | 15 лютого | Ідс Постма (NED)            | 1:10.64  | OR |    |
| 1500 метрів (чоловіки)  | 12 лютого | Одне Сендрол (NOR)          | 1:47.87  | OR | WR |
| 5000 метрів (чоловіки)  | 8 лютого  | Джанні Ромме (NED)          | 6:22.20  | OR | WR |
| 10000 метрів (чоловіки) | 17 лютого | Джанні Ромме (NED)          | 13:15.33 | OR | WR |
| 500 метрів (жінки)      | 13 лютого | Катріона Лемей-Доан (CAN)   | 38.39    | OR |    |
| 500 метрів (жінки)      | 14 лютого | Катріона Лемей-Доан (CAN)   | 38.21    | OR |    |
| 1000 метрів (жінки)     | 19 лютого | Маріанне Тіммер (NED)       | 1:16.51  | OR |    |
| 1500 метрів (жінки)     | 16 лютого | Маріанне Тіммер (NED)       | 1:57.58  | OR | WR |
| 3000 метрів (жінки)     | 11 лютого | Ґунда Німан-Штірнеман (GER) | 4:07.29  | OR |    |
| 5000 метрів (жінки)     | 20 лютого | Клаудія Пехштайн (GER)      | 6:59.61  | OR | WR |

## Країни-учасниці
У змаганнях з ковзанярського спорту на Олімпійських іграх у Наґано взяли участь спортсмени 25-ти країн. Нова Зеландія і Португалія дебютували в цьому виді програми.
- Австрія (4)
- Білорусь (4)
- Бельгія (1)
- Канада (17)
- Китай (12)
- Фінляндія (1)
- Франція (1)
- Німеччина (13)
- Угорщина (2)
- Італія (4)
- Японія (17)
- Казахстан (7)
- Південна Корея (13)
- Латвія (1)
- Нідерланди (16)
- Норвегія (10)
- Нова Зеландія (1)
- Польща (3)
- Португалія (1)
- КНДР (2)
- Румунія (2)
- Росія (18)
- Швейцарія (1)
- Україна (4)
- США (14)